# Гай Лайон Плейфер
Гай Лайон Плейфер (англ. Guy Lyon Playfair, 5 квітня 1935 — 8 квітня 2018) — британський письменник, найбільш відомий своїми книгами про парапсихологію та дослідженням Енфілдського полтергейсту.

## Молодість і творчість
Народився в Кветті, Британська Індія, був одним із двох синів офіцера британської армії та письменника ІСО Плейфера та романістки Джоселін Малан. Отримав освіту в Англії та вивчав сучасні мови в Кембриджському університеті. Після закінчення державної служби перекладачем у Королівських ВПС в Іраку він продовжив кар'єру журналіста та працював у журналі Life. На початку 1960-х років він переїхав до Ріо-де-Жанейро, де протягом наступних 10 років працював незалежним журналістом у низці міжнародних ділових журналів, The Economist, Time, The Guardian та Associated Press. Він також чотири роки працював у прес-службі Агентства США з міжнародного розвитку.
Саме в Бразилії він вперше зацікавився паранормальними явищами після безпосереднього досвіду спілкування з екстрасенсом. У 1973 році він досліджував спалах полтергейсту в приватній квартирі в Сан-Паулу і того ж року приєднався до Товариства психічних досліджень. У 2004 році був обраний до її ради.
У його першій книзі «Літаюча корова» в 1975 році була опублікована тема бразильських паранормальних явищ, включаючи події, пов’язані з Франсіско Кандідо «Чіко» Ксав’єром і Зе Аріго. Його друга книга «Невизначена межа» була опублікована в 1976 році. Потім у 1977 році він розслідував випадок полтергейсту в Енфілді.

## Енфілдський полтергейст
Плейфер найбільш відомий своєю підтримкою Енфілдського полтергейсту. Розслідував цю справу разом із винахідником Морісом Гроссом у 1977 році. Хоча Плейфер стверджував, що привиди були справжніми, і написав у своїй пізнішій книзі «У цьому будинку є привиди: правдива історія полтергейста» (1980), що в заворушеннях Енфілда винна «сутність», він часто сумнівався в правдивості дітей і задавався питанням, чи вони обманювали і перебільшували. Тим не менш, Гросс і Плейфейр вважали, що, незважаючи на те, що деякі з передбачуваних полтергейстів були імітовані дівчатами, інші випадки були справжніми. Віра Playfair у те, що полтергейсти є безтілесними, пустотливими духами, вплинула на паранормальні дослідження Коліна Вілсона.
Скептичний дослідник Джо Нікелл написав: «Як фокусник, який має досвід динаміки обману, я уважно проаналізував розлогу розповідь Playfair про заворушення в Енфілді та дійшов висновку, що їх найкраще пояснити як дитячі витівки». 
Американські демонологи Ед і Лорейн Уоррен також відвідали будинок Енфілда в 1978 році. Playfair стверджував, що Воррени не розслідували цю справу по-справжньому, і висловив розчарування фільмом 2016 року The Conjuring 2, який драматизує справу Енфілда і, за словами Playfair, сильно перебільшує причетність Уорренів. Незважаючи на його участь у справі, Плейфер не фігурує як персонаж у фільмі.

## Подальше життя
Крім розслідування інших випадків полтергейсту та привидів, він також проводив експерименти з медіумами та досліджував твердження про психокінез і згинання металу. Плейфер був описаний як «відданий вірник Урі Геллера» і співпрацював з ним у 1986 році над книгою «Ефект Геллера». Був «консультантом-екстрасенсом» для сумнозвісної постановки BBC Ghostwatch, яка транслювалася в ніч на Хелловін 1992 року на BBC One у Сполученому Королівстві.
Також особливо цікавився випадками телепатії між однояйцевими близнюками, опублікувавши книгу Twin Telepathy: the Psychic Connection у 2002 році.
Брав активну участь у психічних дослідженнях незадовго до своєї смерті 8 квітня 2018 року.

## Рецепція
Книга Плейфера «Літаюча корова» висловила його захоплення бразильським медіумом Чіко Ксав’єром. У рецензії в New Scientist було написано: «Багато книжок зловживають наукою, щоб заманити читача (і, можливо, також автора, а «Летюча корова» — ще одна)». Науковий письменник Мартін Гарднер розкритикував схвалення Playfair щодо Геллера та описав його як «письменника-хака з окультизму».
Фокусник Бен Харріс, автор книги «Розкритий геллеризм: психологія та методологія ефекту Геллера», демонструє покрокові фотографії та пояснює процес згинання ключів і столових приборів хитрими методами. Рецензуючи книгу Плейфера та Геллера, Гарріс дійшов висновку, що Плейфер не був досвідченим спостерігачем спритності рук і був обдурений хитрощами Геллера. За словами Харріса, «містер Плейфер виявився слабким спостерігачем через його власну недоречну впевненість у своїх здібностях як спостерігача. ... [він] поспішає, розпинаючи скептиків, магів і майже всіх, хто ставив під сумнів міф Геллера».
У рецензії на The Geller Effect парапсихолог Майкл Госс написав: «Playfair надає мало доказів на підтримку існування паранормальних сил. Його головна теорія зводиться до того факту, що оскільки так багато людей імітують згинання ложки, хтось із справжніми паранормальними здібностями, мабуть, почав це робити». Річард Віттінгтон-Іган у рецензії на книгу Playfair This House is Haunted писав: «дещо трохи довірливий у деяких сферах, але його цінність як найвдалішого аналізу класичних сучасних привидів робить його незамінним доповненням до відносно рідкісної повномасштабної літератури. дослідження полтергейсту в полі».

## Вибрана бібліографія
- Невідома сила. Panther Books, St. Albans 1977,ISBN 0-586-04235-0
- Невизначена межа. Panther Books, 1977,ISBN 0-586-04638-0
- зі Скоттом Хіллом: Небесні цикли: космічні сили та що вони з вами роблять. St. Martin's Press, Нью-Йорк, 1978
- У цьому будинку є привиди: розслідування Енфілдського полтергейста. Stein &amp; Day, 1980,ISBN 0-8128-2732-5
- Путівник по пабу з привидами. 1985 рік,ISBN 0-245-54255-8
- Якщо це магія. Джонатан Кейп, 1985,ISBN 0-224-02338-1 таISBN 978-0-224-02338-2
- з Урі Геллером : Ефект Геллера . Графтон, Джонатан Кейп, Hunter Publishing,ISBN 0-586-07430-9ISBN 978-0586074305
- Twin Telepathy: the Psychic Connection, Vega, 2002,ISBN 1-84333-686-3
- Новий одяг для старих душ: всесвітні докази реінкарнації. Фундація спадщини друзів, 2006,ISBN 1-904850-09-X аISBN 978-1-904850-09-0
- Чіко Ксав'єр, Медіум століття. Видавництво «Круглий стіл», 2010 р.ISBN 0-9564493-1-X